# Thiverval-Grignon
Thiverval-Grignon är en kommun i departementet Yvelines i regionen Île-de-France i norra Frankrike. Kommunen ligger i kantonen Plaisir som tillhör arrondissementet Versailles. År 2022 hade Thiverval-Grignon 1 102 invånare.

## Befolkningsutveckling
Antalet invånare i kommunen Thiverval-Grignon
| Referens: INSEE |